# Heliconius leuce
Heliconius leuce är en fjärilsart som beskrevs av Doubleday 1847. Heliconius leuce ingår i släktet Heliconius och familjen praktfjärilar. Inga underarter finns listade i Catalogue of Life.